# Jung-gu
Jung-gu (hangul : 중구 ; hanja : 中區) est un arrondissement (gu) de Séoul situé au nord du fleuve Han.  
Son nom (littéralement « District central ») se retrouve dans les autres grandes villes coréennes (Busan, Daegu, Incheon, Daejeon, Ulsan), même si le cœur du centre historique de la ville se situe juste au nord à Jongno-gu. Jung-gu, qui héberge également des lieux de pouvoir comme le palais de Deoksu ou l’hôtel-de-ville de Séoul, serait plutôt le centre historique des affaires, en commençant par le marché de Dongdaemun, puis le quartier de Myeongdong, et enfin celui des banques. De façon assez symptomatique, les éditeurs de littérature étaient plutôt côté Jongno-gu et les éditeurs de presse côté Jung-gu. L'un ne saurait exister sans l'autre, et des rumeurs de fusion de ces deux arrondissements bruissent dans la capitale.

## Quartiers
Jung est divisé en 15 quartiers (dong) dont le plus grand (Jangchung-dong) ne couvre que 1,4 km2 et le plus petit (Sindang-6-dong) 0,26 km2. Très dense, l'arrondissement est surtout peuplé pendant la journée. Les immeubles de grande hauteur sont surtout des bureaux, ou à usage mixte (forte proportion d'« officetel »).

## Curiosités
- Bibliothèque métropolitaine de Séoul
- Parc de Namsan ou parc de la montagne du sud (남산공원 ; 南山公園)
- Cheonggyecheon (청계천)
- Parc de Seosomun (서소문공원)
- Parc de Jangchungdan (장충단공원)
- Parc sportif de Son Gijeong (손기정체육공원)
- Cathédrale de Myeongdong ou Cathédrale du quartier éclairé  (명동성당 ; 明洞聖堂)
- Cathédrale de Yackhyun (약현성당)
- Gare de Séoul (서울역 ; 서울驛)
- Tour de Séoul (서울타워)
- Grande porte du sud du mur Séoulite (숭례문 ; 崇禮門)
- Vestiges du mur Séoulite (서울성곽 ; 서울城郭), d'une circonférence totale de 18,2 km
- Palais de Deoksu (덕수궁 ; 德壽宮)
- Gwangheemun ou Petite porte du sud (광희문 ; 光熙門)
- Théâtre national de Corée (국립중앙극장 ; 國立中央劇場)
- Marché aux puces du quartier de Hwanghak
- Marché de Namdaemun ou marché de la grande porte du sud (남대문시장 ; 南大門 市場)
- Centre culturel de la fondation de Corée (한국국제교류재단 문화센터)
- Hanok Village des maisons traditionnelles de la vallée de Namsan (남산골한옥마을)
- Wongudan (원구단;圜丘壇)
- Théâtre folklorique de la maison de Corée (한국의집)
- Musée de la littérature moderne coréenne (한국현대문학관)
- Galerie Rodin (로댕갤러리)
- Musée de l'art du papier (종이미술박물관)
- Musée des finances de Joheung (조흥금융박물관)
- Musée d'art de chosun (조선일보미술관)
- Musée d'art du palais de Deoksu (덕수궁미술관)
- Musée d'art moderne de Samsung (삼성미술관)
- Musée royal (궁중유물전시관)
- Musée de l'art de Séoul (서울시립미술관 ; 서울市立美術館)
- Musée de la banque de Corée (한국은행화폐금융박물관)
- Musée de l'art du textile et de la couette Chojun (초전섬유퀼트박물관 ; 草田纖維博物館)
- Théâtre de Myeongdong Changgo (명동창고극장)
- Hoam Art Hall (호암아트홀)
- Théâtre de Jeongdong (정동극장)
- Seoul Plaza
- Un des quartiers pakistanais est situé dans le quartier de Sindang (신당동)
- Quartier mongol (몽골타운/거리) est situé dans le quartier Gwanghui (광희동)
- Quartier russe (러시아타운) est situé également dans le quartier Gwanghui (광희동)
- Annexe de la Cour suprême de la République de Corée (대법원 ; 大法院)

## Transports en commun

### Stations dumétro de Séoul
- Gare de Séoul (서울역 ; 서울驛) Ligne 1 du métro de Séoul, Ligne 4 du métro de Séoul et terminus de la ligne de chemin de fer reliant Séoul à Sinuiju mais ayant pour terminus la gare de Munsan (문산역 ; 汶山驛)
- Hoehyeon (회현 ; 會賢) Ligne 4 du métro de Séoul
- Quartier Eclairé (명동 ; 明洞) Ligne 4 du métro de Séoul
- Route de Chungmu (충무로 ; 忠武路) Ligne 3 du métro de Séoul et Ligne 4 du métro de Séoul
- Parc culturel & historique de la grande porte de l'est (동대문역사문화공원 ; 東大門歷史文化公園) Ligne 2 du métro de Séoul, Ligne 4 du métro de Séoul et Ligne 5 du métro de Séoul
- Sindang (신당 ; 新堂) Ligne 2 du métro de Séoul et Ligne 6 du métro de Séoul
- Hôtel de ville de Séoul (시청 ; 市廳) Ligne 1 du métro de Séoul et Ligne 2 du métro de Séoul
- 1re portion de la route d'Eulji (을지로입구 ; 乙支路入口) Ligne 2 du métro de Séoul
- 3e portion de la route d'Eulji (을지로3가 ; 乙支路3街) Ligne 2 du métro de Séoul et Ligne 3 du métro de Séoul
- 4e portion de la route d'Eulji (을지로4가 ; 乙支路4街) Ligne 2 du métro de Séoul et Ligne 5 du métro de Séoul
- Université Dongguk (동대입구 ; 東大入口) Ligne 3 du métro de Séoul
- Yaksu (약수 ; 藥水) Ligne 3 du métro de Séoul et Ligne 6 du métro de Séoul
- Cheonggu (청구 ; 靑丘) Ligne 6 du métro de Séoul et Ligne 5 du métro de Séoul
- Beotigogae (버티고개) Ligne 6 du métro de Séoul